# Alaksandr Andryjeuski
Alaksandr Leanidawicz Andryjeuski, błr. Аляксандр Леанідавіч Андрыеўскі, ros. Александр Леонидович Андриевский - Aleksandr Leonidowicz Andrijewski (ur. 10 sierpnia 1968 w Mińsku) – radziecki i białoruski hokeista, reprezentant Białorusi, dwukrotny olimpijczyk. Trener hokejowy.

## Kariera zawodnicza
- Dinamo Mińsk (1984-1990)
- Dinamo Moskwa (1990-1992)
- Fribourg-Gottéron (1992)
- Chicago Blackhawks (1992)
- Indianapolis Ice (1992-1993)
- Kalamazoo Wings (1993-1994)
- Tiwali Mińsk (1994, 1994-1995)
- HPK (1994-1998)
- HC Bolzano (1998-1999)
- Krefeld Pinguine (1999)
- EHC Neuwied (1999)
- Revierlöwen Oberhausen (1999-2001)
- Chimik Woskriesiensk (2001-2003)
- EHC Freiburg (2003)
- HK Homel (2003-2004)
- Dynama Mińsk (2004-2005)

Wychowanek i do 1990 zawodnik Dinama Mińsk. Dwa następne sezonie grał w Dinamie Moskwa i w międzyczasie w drafcie NHL z 1991 został wybrany przez Chicago Blackhawks. W 1992 wyjechał do Stanów Zjednoczonych, gdzie zagrał tylko jeden w rozrgywkach NHL w Chicago Blackhawks, a przez dwa lata występował w rozgrywkach IHL. W 1994 powrócił do Białorusi, a rok później wyjechał do Finlandii i grał trzy sezony w SM-liiga. Kolejne lata to występy głównie w Niemczech, następnie w Rosji, po czym w 2005 zakończył karierę w barwach macierzystego klubu Dynama Mińsk. Jego partnerem w klubach był m.in. Alaksandr Makrycki.
W młodości reprezentował ZSRR na mistrzostwach świata juniorów do lat 20 w 1986. Następnie został reprezentantem Białorusi, w barwach której uczestniczył w turniejach mistrzostw świata w 1995 (Grupa C), 1996, 1997 (Grupa B), 1998, 1999, 2000, 2001 (Grupa A) oraz zimowych igrzysk olimpijskich 1998, 2002. Był wielokrotnym kapitanem reprezentacji.

## Kariera trenerska
- HK Homel (2008-2009), główny trener
- Dynama Mińsk (2009-2010), główny trener
- Dynama Mińsk (2010-2012), asystent trenera
- Dynama Mińsk (2012-2013), główny trener
- Reprezentacja Białorusi (2011-2013), asystent trenera
- HK Homel (2014-2015), główny trener
- Admirał Władywostok (2015-2017), główny trener
- Sibir Nowosybirsk (2018-2019), główny trener
- HK Soczi (2019-2021), główny trener
- Admirał Władywostok (2021), główny trener
- Nieftianik Almietjewsk (2022-), trener-konsultant

Po zakończeniu kariery zawodniczej został szkoleniowcem i działaczem hokejowym. Początkowo był trenerem klubu HK Homel, a następnie rozpoczął pracę w Dynama Mińsk, gdzie wpierw był głównym trenerem, następnie asystentem przy innych szkoleniowcach, a od października 2012 (po tym jak został zwolniony Fin Kari Heikkilä) ponownie został pierwszym szkoleniowcem - początkowo tymczasowo, a z kolei jego asystentem w styczniu 2013 roku został Słowak Ľubomír Pokovič, zaś po zakończeniu sezonu KHL (2012/2013) postanowiono, że Andryjeuski pozostanie na stanowisku szkoleniowca. Pod koniec listopada 2013 został zwolniony. W sezonie ekstraligi białoruskiej 2014/2015 był ponownie trenerem HK Homel. Od czerwca 2015 był głównym trenerem Admirała Władywostok. Został zwolniony z tej posady 9 października 2017. Od września 2018 do kwietnia 2019 był trenerem Sibiru. W maju 2019 został trenerem Dynama Mińsk. W październiku 2019 został szkoleniowcem HK Soczi. W sierpniu 2021 ponownie został głównym trenerem Admirała Władywostok, a w listopadzie 2021 opuścił tę posadę. W styczniu 2022 został trenerem konsultantem w Nieftianiku Almietjewsk.
Równolegle był dotychczas dwukrotnie asystentem głównego trenera reprezentacji Białorusi – na turniejach mistrzostw świata w 2011 (Eduard Zankawiec), 2012 (Kari Heikkilä) i 2013 (Andrej Skabiełka).

## Sukcesy
Reprezentacyjne
- Złoty medal Zimowej Spartakiady Narodów ZSRR: 1986 z Białoruską SRR[20]
- Złoty medal mistrzostw świata juniorów do lat 20: 1986 z ZSRR
- Awans do grupy B mistrzostw świata: 1995
- Awans do grupy A mistrzostw świata: 1997
- Czwarte miejsce w turnieju zimowych igrzysk olimpijskich: 2002

Klubowe
- Złoty medal mistrzostw ZSRR : 1991, 1992 z Dinamem Moskwa
- Złoty medal mistrzostw Białorusi: 1995 z Tiwali Mińsk
- Brązowy medal mistrzostw Finlandii: 1997 z HPK
- Mistrzostwo 2. Bundesligi: 2003 z EHC Freiburg
- Brązowy medal mistrzostw Białorusi: 2004 z HK Homel
- 2. miejsce w Pucharze Kontynentalnym: 2004 z HK Homel
- Puchar Białorusi: 2004 z HK Homel, 2005 z Dynama Mińsk

Indywidualne
- Mistrzostwa świata Grupy B w 1996:
  - Pierwsze miejsce w klasyfikacji kanadyjskiej turnieju: 10 punktów
  - Skład gwiazd turnieju
  - Najlepszy napastnik turnieju
- Mistrzostwa świata Grupy B w 1997:
  - Pierwsze miejsce w klasyfikacji asystentów turnieju: 7 asyst
  - Pierwsze miejsce w klasyfikacji kanadyjskiej turnieju: 12 punktów
  - Skład gwiazd turnieju
- Ekstraliga białoruska 2000/2001:
  - Pierwsze miejsce w klasyfikacji kanadyjskiej: 37 punktów[21]
- Ekstraliga białoruska 2002/2003:
  - Pierwsze miejsce w klasyfikacji kanadyjskiej: 54 punkty

Wyróżnienia
- Hokeista Roku na Białorusi: 1996
- Zasłużony Mistrz Sportu Republiki Białorusi: 2002[22]

Osiągnięcia szkoleniowe
- Puchar Spenglera: 2009 z Dynama Mińsk
- Srebrny medal mistrzostw Białorusi: 2009 z HK Homel
- Brązowy medal mistrzostw Białorusi: 2015 z HK Homel